# マーガリン
| 項目                     | 分量 (g) |
| ------------------------ | -------- |
| 脂肪                     | 80.71    |
| 飽和脂肪酸               | 15.189   |
| 14:0（ミリスチン酸）     | 0.046    |
| 16:0（パルミチン酸）     | 8.431    |
| 18:0（ステアリン酸）     | 6.173    |
| 20:0（アラキジン酸）     | 0.261    |
| 22:0（ベヘン酸）         | 0.109    |
| 24:0（リグノセリン酸）   | 0.085    |
| 一価不飽和脂肪酸         | 38.877   |
| 16:1（パルミトレイン酸） | 0.045    |
| 18:1（オレイン酸）       | 38.675   |
| 20:1                     | 0.133    |
| 多価不飽和脂肪酸         | 24.302   |
| 18:2（リノール酸）       | 22.252   |
| 18:3（α-リノレン酸）     | 2.04     |

マーガリン（英語: margarine）は、植物性または動物性の油脂を原料とし、バターに似せて作った加工食品である。英語の発音はマージャリンに近い。ドイツ語では同じスペルでマーガリネと読むので、日本語は両者の混合に近い。

## 概要
元々バターが高価であることから、バターの代替としてつくられた食品。日本ではかつては人造バターと呼ばれていたが、1952年11月にマーガリンに呼称を改めている。
日本農林規格 (JAS) では、「マーガリン類」についての規格を定めており、これにはマーガリンとファットスプレッドが含まれる。両者は主として油脂含有率によって区別され、油脂含有率が80%以上のものがマーガリン、80%未満のものをファットスプレッドと呼ぶ。日本で家庭用のマーガリンとして販売されているものの多くはファットスプレッドである。
バターやオリーブ・オイルのように、主にパンに塗って食べるために広く用いられる。また、バターに比べ安価であることから、バターの代用品としてパンやケーキ、クッキー、アイスクリーム、チョコレートなど多くの食品の原材料として使われる。バターは風味に優れるとされる一方、マーガリンにはあっさりした味わいがあるとされる。バターや乳脂肪が添加され、バターに近い風味にされた製品もある。
商品形態はプラスチックカップ、チューブ、ディスペンパックなどである。

## 成分・原料
マーガリンは精製した油脂に発酵乳・食塩・ビタミン類などを加えて乳化し練り合わせた加工食品で、その製造過程において水素を分子に付加して（水素付加、水素化）、常温で固体にしている。バターとの大きな違いは、バターの主原料は牛乳だがマーガリンの主原料は植物性・動物性の油脂である点である。
植物油としては、大豆油、なたね油、コーン油、パーム油、ヤシ油、綿実油、ひまわり油などが使用されており、動物油としては、主に魚油や豚脂、牛脂などが使用されている。以前は鯨の脂肪（鯨油）を用いた物も普及していた。
日本ではJAS規格により、「マーガリン類」の中で油脂含有率が80%以上のものがマーガリン、80%未満がファットスプレッドと分類されている。

## 歴史

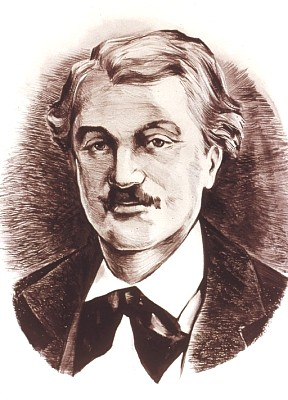
イポリット・メージュ＝ムーリエ

名称としてのマーガリンは、1813年にフランスの化学者であるミシェル＝ウジェーヌ・シュヴルールが、動物性脂肪の研究からマルガリン酸を発見したことに遡る。マルガリン（またはマーガリン）という言葉はギリシャ語のmargarite（真珠の意）に由来しており、真珠のように美しく輝くという性質を表現したものである。
製品としてのマーガリンは、19世紀末に発明された。1869年にナポレオン3世が軍用と民生用のためにバターの安価な代用品を募集したところ、フランス人のイポリット・メージュ＝ムーリエが牛脂に牛乳などを加え硬化したものを考案。これは、オレオマーガリン（oleomargarine）という名前がつけられ、後に省略してマーガリンと呼ばれるようになった。ムーリエの考案したマーガリンは公に採用され、その後1871年にオランダのアントニウス・ヨハネス・ユルゲンスが特許権を買収。ユルゲンスはサミュエル・ファン・デン・ベルフと共にマーガリン・ユニを創業し、これは現在のユニリーバに繋がっていく。
日本へは1887年（明治20年）に初めて輸入され、1908年（明治41年）に横浜の帝国社（現在のあすか製薬の前身の一つ）によって国産化に成功している。
19世紀末に、ニッケル触媒を用いる水素添加反応が発見され、さらにこの反応により植物油が硬化すること（硬化油）が見出された。20世紀に入るとこの硬化植物油を用いる“合成”マーガリンの製造が始められた。第二次世界大戦中のアメリカ合衆国では、牛脂の逼迫から“合成”マーガリンが本格的に製造され、戦後は「マーガリン」といえば、これを指すようになった。近年問題視されているトランス脂肪酸は、上記の水素添加反応によるものである。

## トランス脂肪酸の問題

### トランス脂肪酸
水素添加によって作られる古典的なマーガリンはトランス脂肪酸を7%前後、ファットスプレッドは5%前後含む。かつて植物油から作られるマーガリンは、動物性脂肪であるバターよりも健康に良いというような印象が持たれていたが、マーガリンに含まれるトランス脂肪酸が健康被害を与える可能性が指摘された。
WHO / FAOの2003年のレポートで、トランス脂肪酸は心臓疾患のリスク増加との強い関連が報告され、また摂取量は全カロリーの1%未満にするよう勧告されている。トランス脂肪酸の摂取量の増加に伴って認知機能が低下していることも観察されている。
一方、過度なトランス脂肪酸批判のためメーカーが使用を低減させたことにより、逆に飽和脂肪酸の使用量が増加しており、飽和脂肪酸での健康被害（肥満、動脈硬化など）が危惧されるという主張もある。日本人のトランス脂肪酸の摂取源は、マーガリンよりも菓子類、パン類、油脂類の方が大きな割合を占めており、マーガリンだけに注意するのは的を射ていないとの指摘もある。

### 日本マーガリン工業会の見解
日本マーガリン工業会は、マーガリンの安全性に関する見解をウェブサイトに掲載している。その要旨は、
- 日本人はトランス脂肪酸の摂取量及びエネルギー比が、脂肪分の多い物を多く食べる欧米人に比べて少ない。WHO・FAOの報告書では、トランス脂肪酸のエネルギー比を1%未満とすることが提唱されているが、日本人の平均は0.3%（2006年）である。一方、2000年から2002年のアメリカ人の1人あたりエネルギー比は、2.2%である[19]。
- 日本人は、トランス脂肪酸の害を低減するリノール酸の摂取量が、欧米に比べて多い。
- トランス脂肪酸を過剰に摂取することは、健康を害する可能性があるため、バランスのよい食事が大切である。

というものである。

### トランス脂肪酸を低減したマーガリンの開発

#### 従来法
マーガリンの生産時に、トランス脂肪酸量を低減する工程を入れることは少ないため、マーガリンに含まれるトランス脂肪酸の含有率は、ほとんど上記のとおりであった。

#### 新製法
2003年、不飽和脂肪酸への水素添加により生成されるトランス脂肪酸の摂取量の量的制限が勧告されて以降、メーカー各社は技術開発を進め、現在の市販品マーガリンは、飽和脂肪酸であり、常温で固化しているパルミチン酸組成が高いパーム油を素材にした製品に転換していった。パルミチン酸の融点は、体温より高く、パーム油原料のみでは官能評価が極めて低く、炭素数20以上の脂肪酸を添加した製法が一般的である。
2018年頃から、日本でも、アメリカの規制と同様の「部分水素添加油脂を使用していないマーガリン」が、各社から発売されるようになった。
マーガリンには、粉乳や食塩などを加える精製した油脂に、大豆油・菜種油・コーン油などの植物油である「部分水素添加油脂」が、特有のなめらかさや風味作りのために使われていた。2010年代には、日本の乳業各社は従来の製法でなく、食感を損なわない代替油脂の開発を進め、消費者のニーズに答えた「部分水素添加油脂」を使わないマーガリンを採用。主要な商品では、マーガリンが嫌厭される要因となったトランス脂肪酸の含有量を、使用1回分である10グラム当たり0.1グラム程度にまで減らすことに成功した。

### バターとのトランス脂肪酸量逆転
マーガリン生産企業のひとつであるミヨシ油脂の調査よれば、メーカーのトランス脂肪酸低減への努力により、2006年から2014年の間で10分の1以下にまで低減され、マーガリンのトランス脂肪酸の含有量は、同量のバターの半分以下となった（同メーカーによる2013年－2014年調査ではマーガリン100グラム中に0.99グラム。バターには100グラム中に1.9グラムのトランス脂肪酸が含有）。これは油の高温処理などの製造過程で微量に生じた分以外、殆どのトランス脂肪酸を除いたことになる。

### 規制値
日本では、日本人のトランス脂肪酸摂取量が十分少ないという調査結果に基づいて、トランス脂肪酸を含む、不飽和脂肪酸、飽和脂肪酸、コレステロールの食品中の含有量を表示する義務や、濃度に関する基準値の規制は定められていない。
2011年10月1日にデンマークでは、肥満の原因となる飽和脂肪酸の多い食品への課税を世界で初めて導入している。飽和脂肪酸も心臓疾患との関連からWHO/FAOはトランス脂肪酸の10倍の許容量である10%を上限とし、どちらも低減を目標とすることが示されている脂肪酸である。
アメリカ合衆国では食品中に含まれるトランス脂肪酸の量の表示義務や使用規制が行われている。2011年4月28日、アメリカ食品医薬品局（FDA）、アメリカ疾病予防管理センター（CDC）、アメリカ合衆国農務省（USDA）、連邦取引委員会（FTC）の4機関は、肥満増加の対策として子供に販売する飲食品の指針として、加工食品1食品あたりの上限を、飽和脂肪酸1グラム、トランス脂肪酸を0グラム、砂糖を13グラム、ナトリウムを210ミリグラムとした。
2015年6月16日、FDAは「加工食品中に使われる工業的に生産されたトランス脂肪酸の主原料である部分硬化油（PHO: Partially Hydrogenated Oil）が人間の食品に使われても安全だとする一般的な合意はない」として、3年の猶予期間の後、部分硬化油を加工食品に用いることを禁止することを最終決定。2018年6月18日から実施される。

## 生産地
- パキスタン: 124.7万トン (12.8 %)
- インド: 107.4万トン (11 %)
- ブラジル: 81万トン (8.3 %)
- ロシア: 68.7万トン (7 %)
- トルコ: 61.5万トン (6.3 %)
- 米国: 52万トン (5.3 %)
- 日本: 15.3万トン (1.5 %)

## 製造・販売企業
- ミヨシ油脂（製菓・製パン業務用・マーガリン・ショートニング・粉末油脂）
- 雪印メグミルク（ネオソフトなど）
- 明治（コーンソフトなど）
- J-オイルミルズ（ラーマなど）
- カネカ（業務用が主）
- 創健社（べに花ハイプラスマーガリンなど）
- 帝国ホテルキッチン（帝国ホテルとニチレイの合弁企業、帝国ホテルで使用しているマーガリンを「ホテルマーガリン」として市販している）
- ADEKA（旧: 旭電化工業、「リス印」製菓・製パン用マーガリンなど）
- リボン食品（製菓・製パン用マーガリンなど。国産では唯一の有機JAS認定マーガリンも販売）
- マリンフード（給食用マーガリンなど。自社ブランドの他、ローソンなどのプライベートブランドのOEM供給も行っている）
- 小岩井乳業（小岩井マーガリン）
- 月島食品工業（自社ブランドのほか、上述の創健社へOEM供給している）

かつては味の素も「マリーナ」で参入していた。「マリーナ」は味の素がマーガリン事業から撤退後、日本リーバ（現在の ユニリーバ・ジャパン）が販売を引き継いだが、現在は販売を終了している。また、ユニリーバ・ジャパンがもともと手掛けていた「ラーマ」ブランドのマーガリン事業は上記のJ-オイルミルズへ譲渡された（日本国内のみ）。歴史的経緯から味の素の油脂事業（味の素製油）を引き継いでいる同社にとっては事実上の再参入である。ちなみにユニリーバ・ジャパンはユニリーバと豊年製油（現在のJ-オイルミルズ）の合弁で設立されたものである（その後、合弁解消。当時の社名は豊年リーバ）。J-オイルミルズは2023年11月9日、家庭用マーガリン「ラーマ」の製造・販売を2024年3月末の出荷をもって終了すると発表した。